# 1469

## Esdeveniments
Països Catalans
Resta del món
- Es van casar els Reis Catòlics.

## Naixements
Països Catalans
Resta del món
- 15 d'abril - Rai Bhoeki Talwandi, avui Nankana Sahib (el Panjab): Nanak Dev Ji, guru fundador del sikhisme.[1]
- 3 de maig, Florència, República de Florència: Nicolau Maquiavel, filòsof florentí.[2]
- 31 de maig, Alcochete: Manuel I de Portugal, infant i rei de Portugal.[3]
- Mòdena: Vincenzo Lusignan, organista.
- Setembre, Brescia: Laura Cereta, humanista, escriptora i feminista (m.1499).

## Necrològiques
Països Catalans
Resta del món
- 8 d'octubre, Spoleto, Itàlia: Filippo Lippi, pintor italià del Quattrocento (segle xv) (n. 1406).[4]